# Armoriale dei comuni del Maine e Loira
Questa pagina contiene le armi (stemma e blasonatura) dei comuni del dipartimento del Maine e Loira

## A
| Stemma | Nome del comune e blasonatura |
| ------ | --- |
|        | Allonnes D'argent, à la bande fuselée de gueules, accompagnée de six fleurs de lys d'azur rangées en orle, trois en chef et trois en pointe ; à une bordure d'azur (d'argento, alla banda fusata di rosso, accompagnata da sei gigli d'azzurro, disposti in orlo, tre in capo e tre in punta; alla bordura d'azzurro) |
|        | Andrezé D'or, à la fasce de sinople chargée d'une paire de ciseaux d'argent ouverte en sautoir, accompagnée en chef d'un alérion d'azur et en pointe d'une moucheture d'hermine de sable (d'oro, alla fascia di verde caricata di un paio di forbici d'argento, aperte in decusse, accompagnate in capo da un alerione d'azzurro e in punta di una moscatura d'armellino di nero)                                                                    |
|        | Angers De gueules à la clé en pal d'argent, au chef d'azur chargé de deux fleurs de lys d'or (di rosso, alla chiave d'argento; al capo d'azzurro, caricato di due gigli d'oro) |
|        | Avrillé Écartelé au premier d'azur, à trois fleurs de lys d'or ; au deuxième de gueules, au maillet et burin d'argent mis en pal ; au troisième de gueules, au moulin à vent d'argent ; au quatrième d'azur, à la grappe de raisin d'or (inquartato: nel 1º d'azzurro, a tre gigli d'oro; nel 2º di rosso, al martello e scalpello d'argento posti in palo; nel 3º di rosso, al mulino a vento d'argento; nel 4º d'azzurro, al grappolo d'uva d'oro) |

## B
| Stemma | Nome del comune e blasonatura |
| ------ | --- |
|        | Baugé D'argent à un sanglier de sable, défendu du champ, baugé dans un buisson de sinople mouvant du flanc senestre, le tout sur une terrasse du même (d'argento, al cinghiale di nero, difeso del campo, che si strofina nel cespuglio di verde movente dal fianco sinistro, il tutto su una terrazza dello stesso) |
|        | Beaucouzé Parti, au premier d'azur au chef de gueules, à l'escarboucle fleurdelysée d'or brochant, au second de sinople à la fasce ondée d'argent (partito: nel 1º d'azzurro, al capo di rosso, al raggio di carbonchio gigliato d'oro attraversante; nel 2º di verde, alla fascia ondata d'argento) |
|        | Beaufort-en-Vallée De sinople, au lion d'argent, armé, lampassé et couronné de gueules (di verde, al leone d'argento, armato, lampassato e coronato di rosso) |
|        | Beaupréau Écartelé, au premier et au quatrième d'or à la bande d'azur, au deuxième et au troisième d'azur à la barre d'or (inquartato: nel 1º e 4º d'oro, alla banda d'azzurro; nel 2º e 3º d'azzurro, alla sbarra d'oro) |
|        | Bécon-les-Granits De sinople au mont de Granit d’argent, sur lequel rampent à dextre une chèvre et à senestre un porc, tous les deux affrontés de sable, au chef cousu d’azur chargé de deux fleurs de lys d'or (di verde, al monte di Granit d'argento, sul quale rampano a destra una capra e a sinistra un maiale, entrambi affrontati di nero; al capo cucito d'azzurro, caricato di due gigli d'oro) |
|        | Béhuard D'azur à la nef d'or voguant sur une mer de gueules, au chef cousu du même chargé d'une Notre-Dame d'or accostée de deux fleurs de lis du même (d'azzurro, alla nave d'oro vogante su un mare di rosso; al capo cucito dello stesso, caricato di una Nostra Signora d'oro, accostata da due gigli dello stesso) |
|        | Blaison-Gohier D'hermine aux deux bandes de gueules (d'armellino, a due bande di rosso) |
|        | Bouchemaine Écartelé, au premier d'azur à trois fleurs de lis d'or, à la bordure cousue de gueules, au deuxième d'argent à deux fasces ondées d'azur, à la barque de gueules au mât croiseté du même, brochant sur le tout, au troisième contre-écartelé d'azur au rencontre de bouc d'or et d'argent à la rose tigée et feuillée de gueules, au quatrième de gueules au prunier d'or fruité du champ (inquartato: nel 1º d'azzurro, a tre gigli d'oro, alla bordura di rosso; nel 2º d'argento, a due fasce ondate d'azzurro, alla barca di rosso, all'albero crociato dello stesso, attraversante sul tutto; nel 3º controinquartato: d'azzurro, al rincontro di capro d'oro, e d'argento, alla rosa fustata e fogliata di rosso; nel 4º di rosso, al prugno d'oro, fruttato del campo) |
|        | Brain-sur-Allonnes D'azur semé de fleurs de lys d'argent, au lion de gueules lampassé et couronné d'or brochant (d'azzurro seminato di gigli d'argento, al leone di rosso attraversante, lampassato e coronato d'oro) |
|        | Brissac-Quincé De sable à trois fasces d'or dentelées en partie basse (di nero, a tre fasce d'oro dentellate in basso) |

## C
| Stemma | Nome del comune e blasonatura |
| ------ | --- |
|        | Candé De gueules, au château couvert de trois tours girouettées d'or (di rosso, al castello coperto di tre torri banderuolate d'oro) |
|        | Chalonnes-sur-Loire Parti: au 1er de gueules à l'escarboucle d'or ; au 2e d'argent à la croix de gueules au chef d'azur chargé d'une mitre d'or (partito: nel 1º di rosso al raggio di carbonchio d'oro: nel 2º d'argento, alla croce di rosso, al capo d'azzurro caricato di una mitra d'oro) |
|        | Chambellay D'argent à trois chevrons de gueules (d'argento, a tre scaglioni di rosso) |
|        | Champtoceaux Écartelé, au filet en croix noué d'azur, chargé aux un et deux de points équipolés quatre d'argent et cinq de gueules ; au trois d'argent ; au quatre de gueules (inquartato, al filetto in croce annodato d'azzurro, caricato nel 1º e nel 2º di quattro punti d'argento equipollenti a cinque di rosso; nel 3º d'argento; nel 4º di rosso) |
|        | Chanteloup-les-Bois De sinople au loup d'or, au chef d'argent chargé d'un sacré-cœur de gueules (di verde, al lupo d'oro; al capo d'argento caricato di un sacro cuore di rosso) |
|        | La Chapelle-Rousselin Mi-parti coupé, au premier de gueules, à la croix de Saint-Jacques d'or chargée d'une coquille d'argent ; au deuxième d'argent, à un aigle à deux têtes éployés de sables, becqué, éclairé et onglé de gueules ; au troisième de sinople, à la gerbe de blé d'or liée de même (semipartito troncato: nel 1º di rosso, alla croce di San Giacomo d'oro, caricata di una conchiglia d'argento; nel 2º d'argento, all'aquila bicipite spiegata di nero, rostrata, illuminata e unghiata di rosso; nel 3º di verde, al covone di grano d'oro, legato dello stesso) |
|        | Chemillé Écartelé, au premier et au quatrième d'or à la barre de gueules, au deuxième et au troisième de gueules à la barre d'or (inquartato: nel 1º e 4º d'oro, alla sbarra di rosso; nel 2º e 3º di rosso alla sbarra d'oro) |
|        | Chênehutte-Trèves-Cunault Divisé en chevron : au 1er de gueules au chêne de sable à dextre et à la hutte du même à senestre, au 2e d'azur à la gabare de sable, habillée d'argent; au chevron haussé d'or, chargé en chef d'une tour d'argent, soutenue de deux crosses affrontées, elles-mêmes soutenues à dextre d'une ancre de marinier et à senestre d'un pic de perreyeur, le tout de sable et posé dans le sens du chevron, celui-ci brochant sur la partition (interzato in scaglione: nel 1° di rosso alla quercia sradicata di nero a destra e alla capanna dello stesso a sinistra, al 2° d’azzurro alla gabarra di nero, fornita d’argento; allo scaglione alzato d’oro, caricato in capo di una torre d’argento, sostenuta da due pastorali affrontati, essi stessi sostenuti a destra da un’ancora e a sinistra da un piccone da minatore, il tutto di nero e posto sopra lo scaglione, quest’ultimo attraversante sulla partizione) Incongruenza tra disegno e blasonatura: la nave presenta una vela di nero e non d'argento. |
|        | Cholet D'azur à la croix d'argent frettée de dix pièces de gueules (d'azzurro, alla croce d'argento cancellata di dieci pezzi di rosso) |
|        | Coron Parti : au 1) mi-parti d’or à la croix d'azur cantonnée de quatre soleils non figurés de gueules, au 2) gironné d'argent et de sable (partito: nel 1º semipartito d'oro, alla croce di azzurro, accantonata da quattro soli non figurati di rosso; nel 2º gheronato d'argento e di nero) |
|        | Courléon De gueules à trois besants d'or (di rosso, a tre bisanti d'oro) |

## D
| Stemma | Nome del comune e blasonatura |
| ------ | --- |
|        | Denée D'argent à trois pals d'azur (d'argento,a tre pali d'azzurro) |
|        | Doué-la-Fontaine D'azur à la lettre D capitale d'or enfermant une fleur de lys d'argent (d'azzurro, alla lettera maiuscola D d'oro che racchiude un giglio d'argento) |
|        | Drain D'azur, à trois fleur de lys d'or, à la bordure de gueules ; le chef diminué d'argent au comble de même, chargé de huit mouchetures d'hermine ; un chêne de sinople fruité d'or brochant sur le tout (d'azzurro, a tre gigli d'oro, alla bordura di rosso; il capo diminuito d'argento, al colmo dello stesso, caricato di otto moscature d'armellino; una quercia di verde ghiandifera d'oro attraversante sul tutto) |
|        | Durtal Écartelé, au premier et au quatrième de gueules au pal d'or, au deuxième et au troisième d'azur à la barre d'argent (inquartato: nel 1º e 4º di rosso, al palo d'oro; nel 2º e 3º d'azzurro, alla banda d'argento) |

## E
| Stemma | Nome del comune e blasonatura |
| ------ | --- |
|        | Échemiré D'or, a deux chênes arrachés de sinople posés en chef et un sanglier de sable en pointe, chargé en cœur d'un écu de sable à la bande fuselée d'argent (d'oro, a due querce sradicate di verde poste in capo e un cinghiale di nero in punta, caricato in cuore da uno scudetto di nero alla banda fusata d'argento) |
|        | Étriché D'or à la fasce ondée d'azur chargé d'un château d'argent, accompagnée en chef d’une crosse de sable posée en bande, chargée d’un écusson de gueules surchargé d'une roue d’argent, et en pointe d'un livre ouvert aussi de gueules, les pages aussi d'argent chargées du mot « Sapientia » de sable (d'oro, alla fascia ondata d'azzurro, caricata di un castello d'argento, accompagnata in capo da un pastorale di nero posto in banda, caricata da uno scudetto di rosso sovraccaricato da una ruota d'argento, e in punta da un libro aperto, pure di rosso, con le pagine pure d'argento caricate dalla parola Sapientia di nero) |

## F
| Stemma | Nome del comune e blasonatura |
| ------ | --- |
|        | Fontevraud-l'Abbaye D'azur à l'escarboucle fleurdelysée d'or, au chef cousu de gueules (d'azzurro, al raggio di carbonchio gigliato d'oro; al capo cucito di rosso) |
|        | La Fosse-de-Tigné D'azur, à une crosse d'or posée en pal et supportant un livre de même, accostée à dextre d'une fleur de lys d'or et à senestre d'une clef d'argent l'anneau vers le haut ; au chef de gueule chargé de deux châteaux d'or ouverts et maçonnées de sable. (d'azzurro, al pastorale d'oro posto in palo e supportante un libro dello stesso, accostato a destra da un giglio d'oro e a sinistra da una chiave d'argento, con l'anello verso l'alto; al capo di rosso caricato di due castelli d'oro aperti e murati di nero) |
|        | Le Fuilet D'azur, chargé à dextre du chef d'un sacré-cœur à senestre d'une fleur de lys, en pointe d'une buie, le tout d'argent ; à la bordure fascée d'argent et de gueules de huit pièces (d'azzurro, caricato a destra del capo da un sacro cuore, a sinistra da un giglio, in punta da una brocca, il tutto d'argento; alla bordura fasciata d'argento e di rosso di otto pezzi) |

## G
| Stemma | Nome del comune e blasonatura                                                                                                   |
| ------ | --- |
|        | Gennes De sable, à la salamandre d'or dans sa patience de gueules (di nero, alla salamandra d'oro, nella sua pazienza di rosso) |

## I
| Stemma | Nome del comune e blasonatura |
| ------ | --- |
|        | Ingrandes Écartelé, au premier et au quatrième d'argent au pal de sinople, au deuxième et au troisième de sinople au pal d'argent (inquartato: nel 1º e 4º d'argento, al palo di verde; nel 2º e 3º di verde, al palo d'argento) alias palé contre-palé d'argent et de sinople (palato contropalato d'argento e di verde) |

## L
| Stemma | Nome del comune e blasonatura |
| ------ | --- |
|        | Le Lion-d'Angers Écartelé : au premier et au quatrième d'or à la fasce de sable, au deuxième et au troisième de sable au pal d'or (inquartato: nel 1º e 4º d'oro, alla fascia di nero; nel 2º e 3º di nero, al palo d'oro) |
|        | Liré D'argent à la bande fuselée de gueules, accompagnée de six fleurs de lys d'azur mises en orle, trois en chef et trois en pointe (d'argento, alla banda fusata di rosso, accompagnata da sei gigli d'azzurro posti in orlo, tre in capo e tre in punta) |
|        | Le Longeron Écartelé, au premier d'azur à la tour donjonnée de trois pièces d'or maçonnée de sable ; au deuxième d'argent, à la fleur de lin d'azur tigée de sinople ; au troisième d'argent au trèfle de sinople ; au quatrième d'azur, à une fleur de lys d'or (inquartato: nel 1º d'azzurro, al mastio torricellato di tre pezzi d'oro, murato di nero; nel 2º d'argento, al fiore di lino d'azzurro, gambuto di verde; nel 3º d'argento, al trifoglio di verde; nel 4º d'azzurro, al giglio d'oro) Motto: Præteriti lumine, futurum parare ("Alla luce del passato, preparare il futuro") |
|        | Longué-Jumelles Parti, au premier d'argent à la bande fuselée de gueules, au chef d'azur chargé de trois fleurs de lys d'or, au second d'argent à trois lionceaux de sable (partito: nel 1º d'argento alla banda fusata di rosso, al capo d'azzurro caricato di tre gigli d'oro; nel 2º d'argento, a tre lioncelli di nero) |
|        | Louerre D'argent, chaussé de sinople, à l'arbre de gueules accompagné de deux anilles d'or (d'argento, calzato di verde, all'albero di rosso accompagnato da due ferri d'ancoraggio d'oro) |

## M
| Stemma | Nome del comune e blasonatura |
| ------ | --- |
|        | Marigné De gueules, à la fasce ondée d'argent, accompagnée en chef de deux chouettes affrontées d'or et en pointe d'un marteau de forge du même (di rosso, alla fascia ondata d'argento, accompagnata in capo da due civette affrontate d'oro e in punta da un martello da forgia dello stesso) |
|        | Mazé Parti, au premier burelé d'argent et de gueules de dix pièces, à la cotice d'or brochant, au second de gueules semé de fleurs de lys d'or (partito: nel 1º burellato d'argento e di rosso di dieci pezzi, alla cotissa d'oro attraversante; nel 2º di rosso seminato di gigli d'oro) |
|        | Martigné-Briand Tiercé en barre, au premier de gueules à la grappe de raisin tigée et feuillée d'or, au deuxième d'or à trois quintefeuilles rondes cousues d'argent et percées d'azur, au troisième fascé d'argent et d'azur de huit pièces, à la croix ancrée de gueules brochant sur le tout (interzato in sbarra: nel 1º di rosso, al grappolo d'uva fustato e fogliato d'oro; nel 2º d'oro, a tre cinquefoglie rotonde saldate d'argento e forate d'azzurro; nel 3º fasciato d'argento e d'azzurro di otto pezzi; alla croce ancorata di rosso attraversante sul tutto) |
|        | Melay De gueules à dix besants d'or ordonnés 4, 3, 2 et 1 (di rosso, a dieci bisanti d'oro ordinati 4, 3, 2 e 1) |
|        | La Ménitré Tiercé en pairle, au premier d'azur à deux fasces ondées d'argent, au deuxième de sinople au lion contourné d'argent, armé et lampassé de gueules, au troisième d'or au lion de sable (interzato in pergola: nel 1º d'azzurro, a due fasce ondate d'argento; nel 2º di verde, al leone rivoltato d'argento, armato e lampassato di rosso; nel 3º d'oro, al leone di nero) |
|        | Le Mesnil-en-Vallée D'azur à trois coquilles renversées d'or (d'azzurro, a tre conchiglie rovesciate d'oro) |
|        | Montilliers D'azur, à trois montagnes d'or posées deux et une (d'azzurro, a tre montagne d'oro poste due e uno) |
|        | Montreuil-Bellay D'azur à la croix d'or, cantonnée de quatre besants du même (d'azzurro, alla croce d'oro, accantonata da quattro bisanti dello stesso) |
|        | Montsoreau D'or à la croix de gueules, au chef d'azur chargé de trois fleurs de lys d'argent (d'oro, alla croce di rosso; al capo d'azzurro caricato di tre gigli d'argento) |
|        | Morannes Tiercé en pairle renversé au 1) d'argent à la gabare de sable, au 2) d'or à la gerbe de blé de sable, au 3) d'azur à la roue de moulin d'argent (interzato in pergola rovesciata: nel 1º d'argento, alla gabarra di nero; nel 2º d'oro, al covone di grano di nero; nel 3º d'azzurro, alla ruota da mulino d'argento) |
|        | Mozé-sur-Louet D'argent à la bande de gueules et à la fasce d'azur brochant sur le tout (d'argento, alla banda di rosso e la fascia d'azzurro attraversante sul tutto) |
|        | Mûrs-Érigné De gueules aux deux fasces vivrées de d'argent, à la bande d'azur semée de fleur de lys d'or brochant sur le tout (di rosso, a due fasce increspate d'argento, alla banda d'azzurro seminata di gigli d'oro attraversante sul tutto) |

## N
| Stemma | Nome del comune e blasonatura                                               |
| ------ | --------------------------------------------------------------------------- |
|        | Noyant D'argent à trois fasces de gueules (d'argento, a tre fasce di rosso) |

## P
| Stemma | Nome del comune e blasonatura |
| ------ | --- |
|        | Parçay-les-Pins D'azur à la fasce d'or, accompagnée en chef d'un croissant du même accosté de deux étoiles aussi d'or, et en pointe de trois roses d'argent, boutonnées d'or, ordonnées 2 et 1 (d'azzurro, alla fascia d'oro, accompagnata in capo da un crescente dello stesso, accostato da due stelle pure d'oro, e in punta da tre rose d'argento, bottonate d'oro, ordinate 2 e 1) |
|        | Les Ponts-de-Cé Écartelé de sinople au pal d'argent et d'argent à la fasce de sinople (inquartato di verde, al palo d'argento, e d'argento, alla fascia di verde) |
|        | Pouancé Écartelé, au premier et au quatrième d'argent au pal de sinople, au deuxième et au troisième de sinople à la barre d'argent (inquartato: nel 1º e 4º d'argento, al palo di verde; nel 2º e 3º di verde, alla sbarra d'argento) |
|        | Le Puy-Notre-Dame D'or, à une Notre-Dame de carnation vêtue d'azur et de gueules, tenant dans ses bras l'enfant Jésus de la carnation (d'oro, alla Nostra Signora di carnagione vestita d'azzurro e di rosso, tenente nelle braccia il bambino Gesù di carnagione) |

## R
| Stemma | Nome del comune e blasonatura |
| ------ | --- |
|        | Rochefort-sur-Loire D'azur, au chevron d'argent accompagné de trois molettes du même (d'azzurro, allo scaglione d'argento accompagnato da tre rotelle di sperone dello stesso) |
|        | Roussay Écartelé, au premier de gueules à une fleur de lys d'or, au deuxième d'azur plein, au troisième d'azur, à une navette d'or posée en bande, au quatrième de gueules, à une crosse d'or renversée mouvant du cœur, à la croix d'argent brochant sur l'écartelé et au chef d'azur, à un pont crénelé d'or percé d'une arche (inquartato: nel 1º di rosso, al giglio d'oro; nel 2º d'azzurro pieno; nel 3º d'azzurro, alla navetta d'oro posta in banda; nel 4º di rosso, il pastorale d'oro rovesciato movente dal cuore; alla croce d'argento attraversante sull'inquartato e al capo d'azzurro, al ponte merlato d'oro forato da un arco) |

## S
| Stemma | Nome del comune e blasonatura |
| ------ | --- |
|        | Saint-André-de-la-Marche D'argent au sautoir alésé de gueules, clouté en cœur de deux pièces du même rangées en pal, cantonné au 1er de deux marches, la plus haute à dextre sommée d'un panneau frontalier, l'autre sommée d'un sac de sel et au râteau de paludier posé en pal à senestre, au 2e d'une abeille, au 3e de trois rochers isolés, rangés en pal, celui du milieu plus grand que les autres, au 4e d'une charrue, le tout d'or ; flanqué en pal à senestre de sable à la fleur de lis d'or ; le tout sommé d'un chef de sable chargé d'une chaussure antique d'or ; au franc-canton senestre d'azur chargé d'une étoile d'argent (d'argento, al decusse scorciato di rosso, inchiodato in cuore di due pezzi dello stesso ordinati in palo, accantonato nel 1º da due gradini, il più alto a destra cimato da un cartello frontaliero, l'altro cimato da un sacco di sale e al rastrello da salinaio posto in palo a sinistra; nel 2º da un'ape; nel 3º da tre rocce isolate, ordinate in palo, quella centrale più grande delle altre; nel 4º da un aratro, il tutto d'oro; fiancheggiato in palo a sinistra di nero, al giglio d'oro; il tutto cimato da un capo di nero, caricato di una calzatura all'antica d'oro; al canton franco sinistro d'azzurro, caricato di una stella d'argento) |
|        | Saint-Florent-le-Vieil Écartelé de sable à la fasce d'argent et d'argent à la barre de sable (inquartato di nero, alla fascia d'argento, e d'argento, alla sbarra di nero) |
|        | Saint-Georges-sur-Loire D'azur, semé de fleur de lys d'argent, à un Saint-Georges à cheval contourné d'argent perçant de sa lance un dragon couché d'or (d'azzurro seminato di gigli d'argento, al San Giorgio a cavallo rivoltato d'argento, che trafigge con la lancia un drago sdraiato d'oro) |
|        | Saint-Germain-des-Prés De sinople, semé de marguerites d'argent boutonnés d'or, au franc-quartier d'argent à la mitre de gueules (di verde seminato di margherite d'argento bottonate d'oro, al quartier franco d'argento, alla mitra di rosso) |
|        | Saint-Lambert-du-Lattay D'azur, à un baton prieural d'or en pal, chargé d'une mitre du même, accosté de fleurs de lys d'or, à la bordure de gueules (d'azzurro, al bastone da priore d'oro posto in palo, caricato di una mitra dello stesso, accostato da gigli d'oro, alla bordura di rosso) |
|        | Saint-Laurent-du-Mottay D'azur, à une bande d'or accostée de deux colombes d'argent, becquées et membrées de gueules, à une bordure dentelée de même (d'azzurro, alla banda d'oro accostata da due colombe d'argento, imbeccate e membrate di rosso, alla bordura dentellata dello stesso) Incongruenza tra disegno e blasonatura: il disegno presenta una sbarra e non una banda. |
|        | Saint-Mathurin-sur-Loire D'argent, à la nef de marinier voguant sur une terrasse ondée d'azur, au chef d'azur, à trois fleur de lys d'or (d'argento, alla nave vogante su una terrazza ondata d'azzurro; al capo d'azzurro, a tre gigli d'oro) |
|        | Saint-Paul-du-Bois D'argent au chevron de gueules, accompagné de trois roses du même, au chef d'azur chargé de trois losanges d'or (d'argento, allo scaglione di rosso, accompagnato da tre rose dello stesso; al capo d'azzurro, caricato di tre losanghe d'oro) |
|        | Saint-Quentin-en-Mauges Écartelé, au premier et au quatrième de gueules ; au deuxième d'argent à la crosse d'abbé de sable posée en pal ; au troisième d'argent à la tour de sable (inquartato: nel 1º e 4º di rosso; nel 2º d'argento, al pastorale da abate di nero posto in palo; nel 3º d'argento, alla torre di nero) |
|        | Saint-Sylvain-d'Anjou De gueules à la croix tréflée d'argent, au chef cousu d'azur chargé de trois croisettes d'or (di rosso, alla croce trifogliata d'argento; al capo cucito d'azzurro caricato di tre crocette d'oro) |
|        | Saumur De gueules à une fasce contre-bretessée d'argent maçonnée de sable, accompagnée en pointe d'une lettre S d'or ; au chef cousu d'azur chargé de trois fleurs de lys aussi d'or (di rosso, alla fascia contromerlata d'argento, murata di nero, accompagnata in punta d una lettera S d'oro; al capo cucito d'azzurro caricato di tre gigli pure d'oro) stemma antico: Coupé d'azur et de gueules, à une fasce crénelée de deux pièces d'argent maçonnée de sable, brochant sur la partition, accompagnée en chef de trois fleurs de lys d'or rangées en fasce, et en pointe de la lettre S, aussi d'or (troncato d'azzurro e di rosso, alla fascia merlata di due pezzi d'argento, murata di nero, attraversante sulla partizione, accompagnata in capo da tre gigli d'oro ordinati in fascia, e in punta dalla lettera S, pure d'oro) |
|        | Segré Écartelé, au premier et au quatrième d'argent à la bande d'azur, au deuxième et au troisième du même au pal aussi d'argent (inquartato: nel 1º e 4º d'argento, alla banda d'azzurro; nel 2º e 3º dello stesso, al palo pure d'argento) |
|        | Seiches-sur-le-Loir Parti, au premier d'azur à une fleur de lys d'argent, au second de gueules à trois écussons d'or (partito: nel 1º d'azzurro, al giglio d'argento; nel 2º di rosso, a tre scudetti d'oro) |
|        | Soucelles De gueules à trois chevrons d'argent (di rosso, a tre scaglioni d'argento) |

## T
| Stemma | Nome del comune e blasonatura |
| ------ | --- |
|        | Thouarcé De gueules au chevron d'argent accompagné de trois lionceaux du même (di rosso, allo scaglione d'argento, accompagnato da tre lioncelli dello stesso)                                                             |
|        | La Tourlandry D'or, à une fasce de gueules, crénelée et bretessée de trois pièces et demie vers le chef, maçonnée de sable (d'oro, alla fascia di rosso, contromerlata di tre pezzi e mezzo verso il capo, murata di nero) |

## V
| Stemma | Nome del comune e blasonatura |
| ------ | --- |
|        | Les Verchers-sur-Layon Losangé d'or et de gueules (losangato d'oro e di rosso) |
|        | Vernantes D'argent, à trois roses de gueules boutonnées d'or (d'argento, a tre rose di rosso bottonate d'oro) |
|        | Vernoil-le-Fourrier De gueules à la bande d'or (di rosso, alla banda d'oro) |
|        | Le Vieil-Baugé D'azur à deux épées d'argent passées en sautoir, cantonnées de trois fleurs de lys d'or, une en chef et deux aux flancs, et d'un léopard du même en pointe (d'azzurro, a due spade d'argento passate in decusse, accantonate da tre gigli d'oro, uno in capo e due ai fianchi, e di un leopardo dello stesso in punta) |
|        | Vihiers Losangé d'argent et de gueules (losangato d'argento e di rosso) |
|        | Villebernier Coupé : au 1er d'azur au château du lieu flanqué de deux tours couvert d'argent accosté en chef d'une croix de Lorraine de sable bordée d'or à dextre et d'une fleur de lis du même à senestre, au 2e d'or maçonné de sable, à la gabarre de sable, les voiles ferlées d'argent, pavilloné d'or, voguant sur une mer d'azur et brochant sur le tout (troncato: nel 1º d'azzurro, al castello locale (il Manoir de Launay) fiancheggiato da due torri coperte d'argento, accostato in capo da una croce di Lorena di nero bordata d'oro a destra e da un giglio dello stesso a sinistra; nel 2º d'oro, murato di nero, alla gabarra di nero, con le vele serrate d'argento, banderuolata d'oro, vogante su un mare d'azzurro e attraversante sul tutto) |
|        | Villedieu-la-Blouère D'azur à la colonne perronnée de deux degrés et fleurdelysée, accostée à dextre d'une croix potencée, cantonnée de quatre croisettes, à senestre d'une croix de Malte, le tout cousu de gueules ; à la bordure cousue du même (d'azzurro, alla colonna scalinata di due gradini e gigliata, accostata a destra da una croce potenziata, accantonata da quattro crocette, a sinistra da una croce di Malta, il tutto cucito di rosso; alla bordura cucita dello stesso) |